# Lilium pensylvanicum
Lilium pensylvanicum là một loài thực vật có hoa trong họ Liliaceae. Loài này được Ker Gawl. miêu tả khoa học đầu tiên năm 1805.